# Jõgeva (stacja kolejowa)
Jõgeva – stacja kolejowa w miejscowości Jõgeva, w prowincji Jõgeva, w Estonii. Położona jest na linii Tapa - Tartu. 

## Historia
Stacja powstała w czasach carskich. Początkowo nosiła nazwę Лайсгольмъ (Łajsgolm).

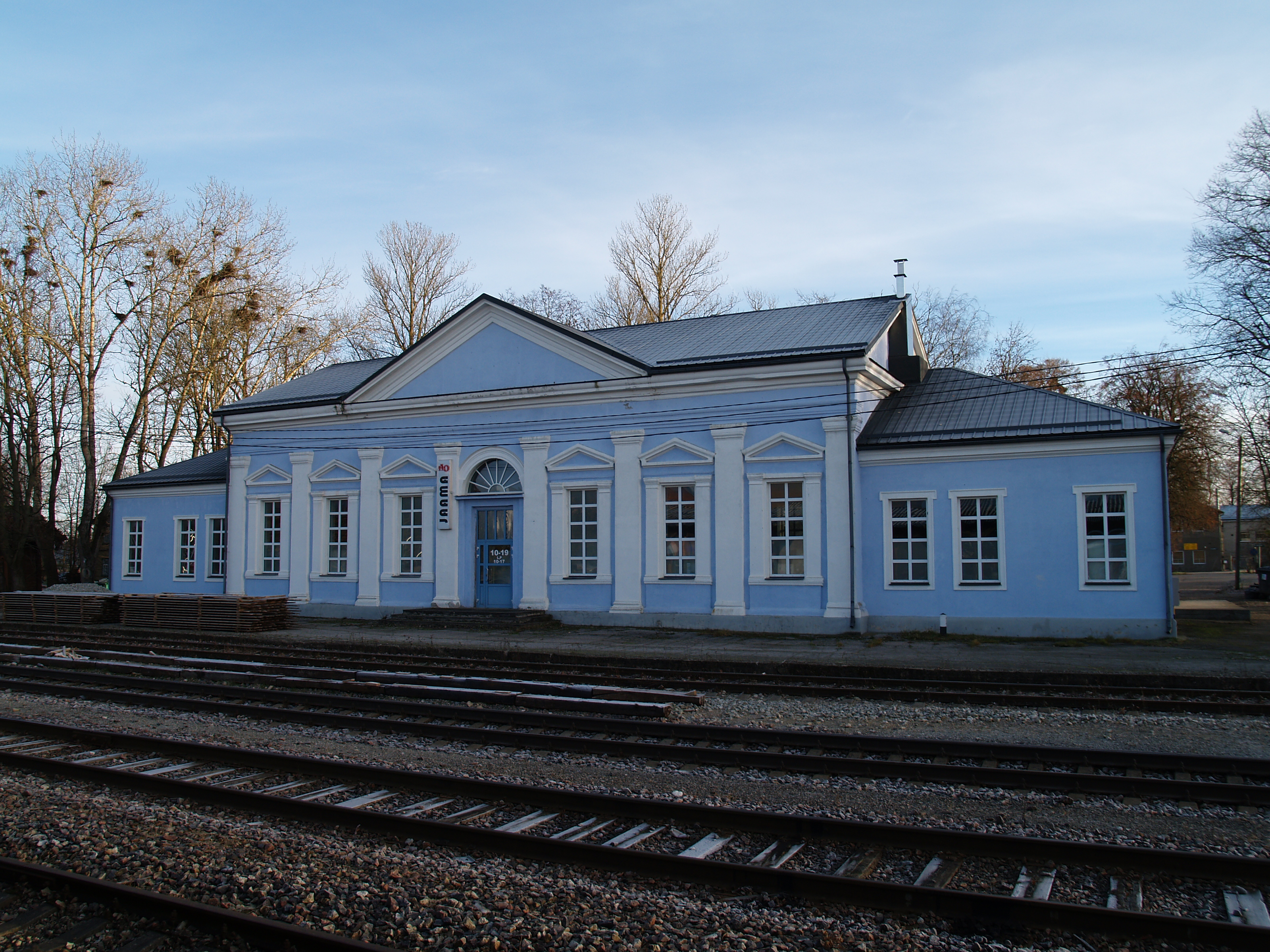
Dawny budynek stacyjny
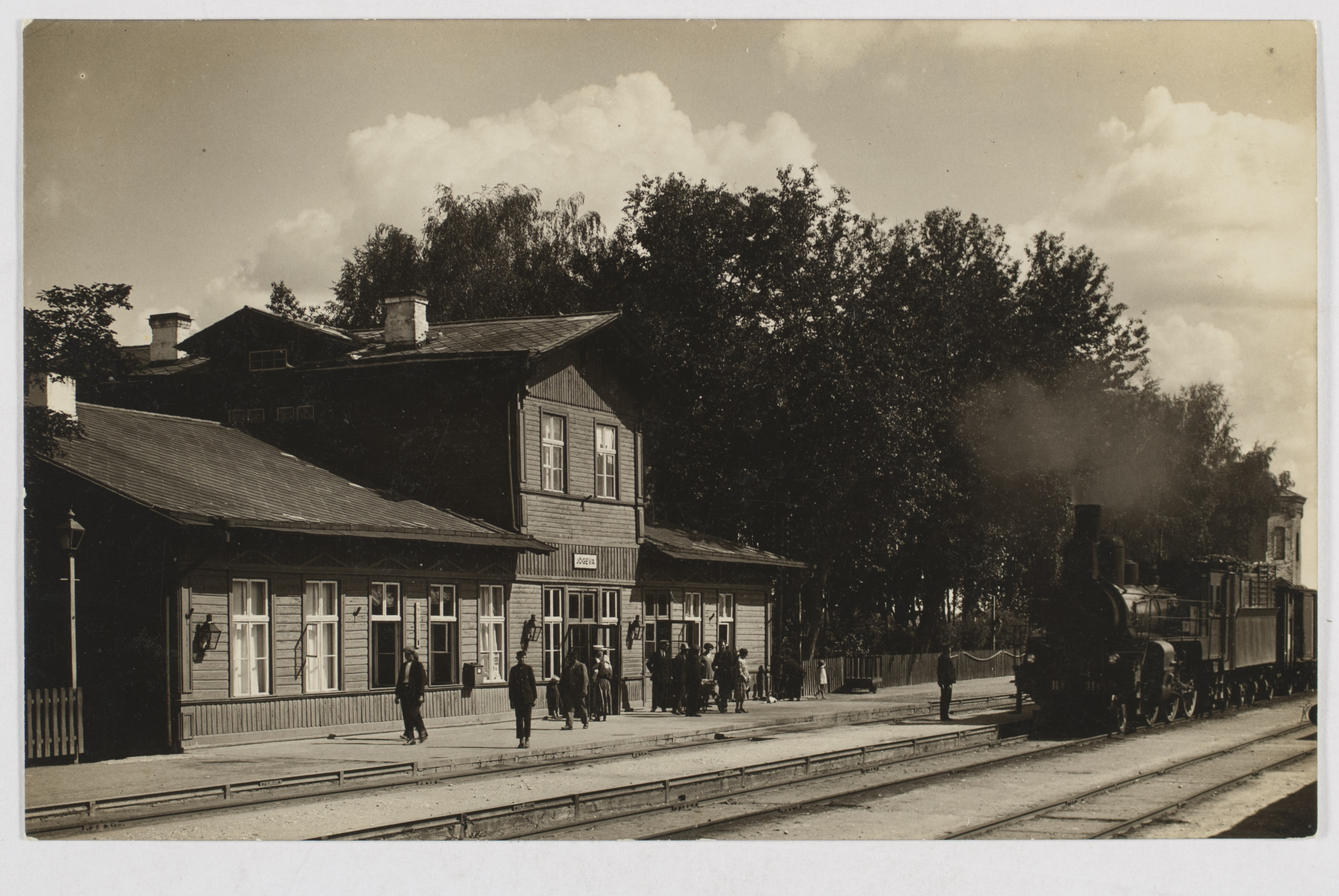
Stacja w latach 30. XX w.